# Christian Kohlund
Christian Kohlund, né le 17 août 1950 à Bâle, est un acteur suisse.

## Biographie
Christian Kohlund est le fils des acteurs Erwin Kohlund et Margrit Winter,, et sa sœur Franziska Kohlund, est actrice et réalisatrice.
Après avoir terminé un apprentissage au Max-Reinhardt-Seminar à Vienne, il est ensuite engagé dans de nombreux théâtres. Les stations de sa carrière sont le Residenztheater de Munich, le Theater in der Josefstadt à Vienne, la Freie Volksbühne à Berlin, le Schauspielhaus à Zürich et l'Ernst German Theater à Hambourg. Il a également étudié dans la ville universitaire anglaise de Cambridge. 
En plus de nombreuses tournées de théâtre, Kohlund était également actif dans la distribution de films. Il a travaillé comme producteur, réalisateur et directeur de la photographie. Au cours des années 1970, il a commencé sa carrière en tant qu’acteur de télévision.
Kohlund est apparu régulièrement dans des séries, des séries de films et des films en plusieurs parties, parmi lesquelles Anna Maria – Eine Frau geht ihre Weg, Unter weißen Segeln, Anwalt Abel, Das Traumhotel, Die Alpenklinik, Insel der Träume ou encore dans des adaptations cinématoraphiques de Rosamunde Pilcher. En outre, il a constamment joué des rôles d’invité dans des séries policières allemandes bien connues telles que Derrick, le Renard ou Ein Fall für zwei.
Depuis 2016, il joue le rôle principal de l’avocat Thomas Borchert dans la série policière Der Zürich-Krimi, diffusée sur ARD.
Kohlund a été marié à l’actrice autrichienne Christine Buchegger, puis quatre ans à Sylvana Henriques. Son troisième mariage a eu lieu en 1982 avec l’ancienne chanteuse pop Elke Best, avec qui il a deux enfants.

## Filmographie partielle

### Cinéma
- 1958 : La fromagerie de la Vehfreude (Die Käserei in der Vehfreude) : Un jeune élève[9]
- 1973 : Le piéton de Maximilian Schell : Erwin Gotz[10]
- 1975 : Le pont de Zupanja (Die Brücke von Zupanja) : Sergent Schuster[11]
- 1977 : Das chinesische Wunder de Wolfgang Liebeneiner : Dr Kristian Keller[12]
- 1977 : Abelard – Die Entmannung : Dr Georg Rauh[13]
- 1977 : Unordnung und frühes Leid : Max Hergesell, un étudiant[14]
- 1983 : Einmal Ku’damm und zurück : Thomas Stauffer[15]
- 1989 : Leo Sonnyboy : Adrian Hauser[16]
- 2001 : Das Glück ist eine Insel : Dr Jens Groote[17]
- 2009 : Von ganzem Herzen : Arthur Chalimar[18]

### Télévision
- 1976 : Tatort (épisode Abendstern) : Peter Raisch[19]
- 1978 : Derrick (épisode Mort d'un fan) : Konrad Peiss[20]
- 1979-2001 : Le Renard (onze épisodes)
- 1982 : La Nouvelle Malle des Indes de Christian-Jaque : Thomas Waghorn[21]
- 1985 : Derrick (épisode L'homme d'Antibes) : Bondeck[22]
- 1985 : Derrick (épisode Nuit blanche) : Strobel, un avocat[23]
- 1986 : Das Traumschiff (épisode Bali) : Michael Berger[24]
- 1986-1989 : La Clinique de la Forêt-Noire : Prof. Alexander Vollmers[25]
- 1987 : Die Insel : Christian Hanstein[26]
- 1987 : Derrick (épisode La nuit du jaguar) : Harald Trabuhr[27]
- 1990 : Das Traumschiff (épisode New Orleans)[28]
- 1990 : Derrick (épisode Docteur Schöne) : Dr Schöne[29]
- 1991 : Derrick (épisode La fin d'un beau roman) : Luckner[30]
- 1992 : Bony und sein Kommissar : Frank Fischer[25]
- 1993 : Abraham : Eschkol[25]
- 1993 : Glückliche Reise (épisode Namibia) : Rüdiger Belheim[25]
- 1994-1997 : Anna Maria – Eine Frau geht ihren Weg : Alexander Langer[31]
- 1997 : Das Traumschiff (épisode Hawaii)[32]
- 1998 : Derrick (épisode Rendez-moi mon père) : Johannes Dohna[33]
- 1999 : Alerte Cobra (épisodes Une seconde d'éternité et Le dernier combat)[34]
- 1999 : Jésus de Roger Young : Caïphe[35]
- 1999-2003 : Siska (trois épisodes)[36],[37],[38]
- 2003 : Jules César de Uli Edel : Lépide[39]
- 2004 : Unter weißen Segeln (épisode Kompass der Liebe) : Rudolf Bauer[40]
- 2004-2014 : Das Traumhotel : Markus Winter, Directeur Général du Siethoff Hotel Group[41] Kohlund en 2013, lors du tournage du dernier épisode de la série Das Traumhotel.

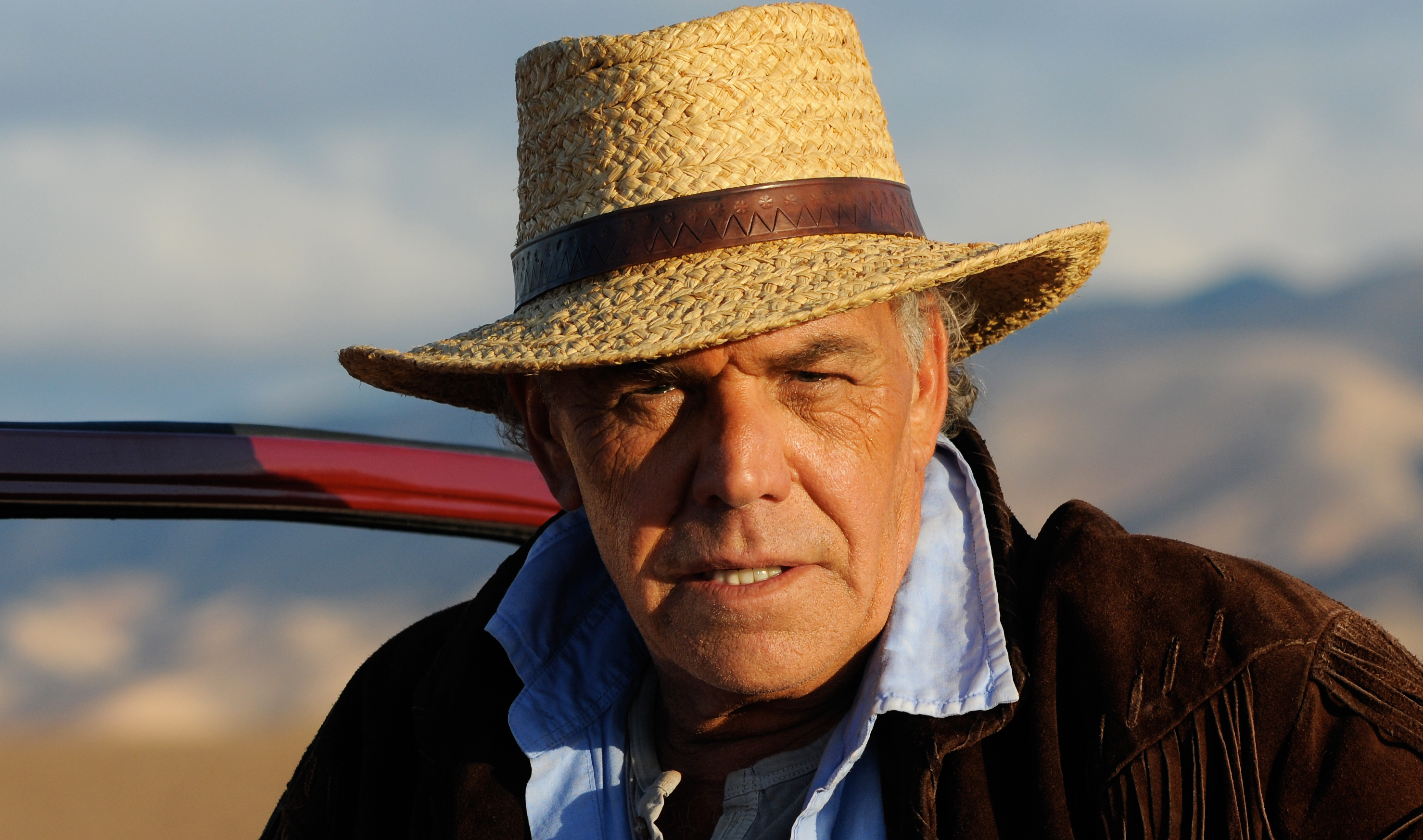
Kohlund en 2013, lors du tournage du dernier épisode de la série Das Traumhotel.

- 2010 : Mord in bester Gesellschaft (épisode Alles Böse zum Hochzeitstag) : Max Warnecke[42]
- 2010 : Charlys Comeback : Charly Bösch[43]
- 2011 : Inga Lindström (épisode Frederiks Schuld) : Frederik Hamsun[44]
- 2014 : Kreuzfahrt ins Glück : (épisode Lune de miel à Barcelone)[45]
- 2015 : Tatort (épisode Erkläre Chimäre) : Gustav von Elst[46]
- Depuis 2016 : Der Zürich-Krimi : Thomas Borchert, avocat[47]
- 2017 : Wilder : Armon Todt[48]
- 2017 : Private Banking : Leo Weyer[49]
- 2018-2019 : Der Bergdoktor[50]
- 2020 : Der Liebhaber meiner Frau : Georg Fischer[51]
- 2021 : Nord Nord Mord[52]